# Викри, Уильям
Уильям Спенсер Ви́кри (англ. William Spencer Vickrey, 21 июня 1914 года, Виктория, Британская Колумбия, Канада — 11 октября 1996 года, Харрисон, Нью-Йорк, США) — американский экономист канадского происхождения, лауреат Нобелевской премии по экономике 1996 года.
Член Национальной академии наук США (1996).

## Биография
В 1935 окончил Йельский университет со степенью бакалавра по математике. В 1937 получил степень магистра, а в 1947 году доктора в Колумбийском университете. Работал в различных государственных учреждениях, в том числе и в Казначействе. В 1958 году стал профессором, а в 1964 году — деканом экономического факультета Колумбийского университета.
Консультировал государственные организации, был директором Национального бюро экономических исследований в 1973−1977 годах. С 1979 года был почётными профессором Колумбийского университета.
Умер Викри в Харрисоне (штат Нью-Йорк) 11 октября 1996 спустя несколько дней после объявления о присуждении ему Нобелевской премии по экономике.

## Научные достижения
Профессор Викри исследовал вопрос, каким образом могут приниматься управленческие решения на основании асимметричной, неполной информации. Работал в сфере теории налогообложения.
Исследования Викри, которыми учёный занимался с 1940-х годов, опровергают распространенную теорию выравнивания разницы в доходах за счёт налогов. Он неоднократно заявлял, что основная цель его работы — найти оптимальный уровень налогообложения, который не подавлял бы тягу работников к труду, а, напротив, стимулировал их. 
Работы Викри посвящены налогообложению, ценообразованию, распределению ресурсов и экономическим стимулам в условиях асимметричной информации. Он стал автором модели «аукционов Викри».
В 1996 году Уильям Викри был объявлен лауреатом Нобелевской премии по экономике за свой вклад «в развитие экономической теории асимметричной информации». Эта новость была объявлена за 3 дня до его смерти, и нобелевскую лекцию за него прочел Пол Милгром, а Жан-Жак Лаффон выступил по поручению премиального комитета с лекцией о творческих достижениях Викри.